# Kercsed
Kercsed (románul Stejeriș, korábban Carcedea, németül Kertschedt) falu Romániában Kolozs megyében.

## Fekvése
A falu Tordától 15 km-re délre Keresztesmező nyugati szélén a Farkas-patak mellett települt.

## Története
1291-ben Kerchyeth néven említik először. 1332-ben épített plébániatemploma van, melyet kör alapra emeltek. A templomot 1703-ban a labancok felégették, tornya 1726-ban épült, 1783-ban a templomot is megújították, majd 1861-ben előcsarnokkal bővítették. A falu lakói a reformációkor unitáriusok lettek. 1910-ben 922 lakosából 735 magyar és 184 román volt. A trianoni békeszerződésig Torda-Aranyos vármegye Felvinci járásához tartozott. 1992-ben 237-en lakták.